# Судета, Джуро
Джуро Судета (хорв. Đuro Sudeta, Стара-Площица, 10 апреля 1903 — Копривница, 30 апреля 1927) — хорватский поэт, писатель и журналист.

## Биография
Родился в деревне Стара-Площица (община Иванска под Беловаром). Начальную школу окончил в родном селе, гимназию и учительскую школу в Загребе. После окончания гимназии в Загребе в 1922 году начал работать школьным учителем в Вирье. В 1925 году заболел туберкулёзом, лечился в Топольшице, Загребе и Копривнице. Во время лечения перенес операцию, но спасти молодого писателя не удалось. Умер 30 апреля 1927 года от туберкулёза в возрасте всего 24 лет.

## Произведения
За свою короткую жизнь опубликовал два стихотворных сборника: «Osamljenim stazama» (Одинокими путями) и «Kućice u Dolu» (Домики в Доле). Помимо этого Судета является автором нескольких повестей и фельетонов. Среди новелл выделяется лирико-фантастическая повесть «Mor». Судета также публиковался как журналист в журналах «Luč», «Hrvatska prosvjeta» и «Vijenac»
Для поэзии Судеты характерны сумеречные настроения и размышления на темы болезней и смерти, но в то же время стихи проникнуты жаждой Солнца, бодрости, весны и гармонии.
Современные хорватские литературоведы считают Судету одним из самых интересных представителей хорватской литературы межвоенного периода.